# Jaime Guzmán
Jaime Guzmán Errázuriz, född 28 juni 1946 i Santiago de Chile, död där 1 april 1991, var en chilensk jurist och politiker.

## Biografi
Guzmán avlade 1968 examen i juridik vid Pontificia Universidad Católica de Chile, och grundade under studietiden den högerkristna studentrörelsen Movimiento Gremial Universitario. Efter militärkuppen i Chile 1973 kom han att bli en av diktatorn Augusto Pinochets närmaste rådgivare, samt en av de främsta ideologerna bakom hans regim. I denna roll stödde han den grupp unga nyliberala ekonomer som kallades Chicago Boys, och hade 1980 stort inflytande över utformandet av en ny konstitution.
År 1983 deltog Guzmán i grundandet av högerpartiet Unión Demócrata Independiente (UDI), vars ledare han var fram till 1987. Partiet gav starkt stöd åt Pinochet inför den folkomröstning om dennes fortsatta styre som hölls 1990, och där en majoritet röstade för demokratins återinförande. Samma år blev Guzmán invald i den chilenska senaten. Han mördades året därpå av medlemmar ur den marxistiska motståndsrörelsen Frente Patriótico Manuel Rodríguez (FPMR).